# FOMARE
FOMARE（フォマレ）は、日本のスリーピースロックバンド。small indies table所属。

## メンバー
| 名前           | 生年月日 | 担当               | 備考 |
| -------------- | -------- | ------------------ | ---- |
| アマダシンスケ | 7月29日  | ボーカル、ベース   |      |
| カマタリョウガ | 4月22日  | ギター、コーラス   |      |
| オグラユウタ   | 12月4日  | ドラムス、コーラス |      |

## 来歴
2015年
- 2月 「黒髪少女」「新しい歌」2曲を収録した音源を1000枚限定で無料配布。
- 4月 無料音源1000枚配布終了。
- 5月 2ndデモCD「今/GIFT/1095」発売。
- 11月 FM群馬主催ROCKERS2015にて準グランプリを獲得。自主企画「雨の日も風の日も vol.2」にて「BUTTERFLY EFFECT e.p」を発売しツアーを行う。

2016年
- 3月 群馬県GUNMASUNBURSTにて「揉みに揉まれるツアー」と題した30本のBUTTERFLY EFFECT e.p RELEASE TOURのファイナルを敢行。同日に3枚連続で3曲入りのデモ音源を発売することを発表。
- 4月 I ROCKS超故郷編にて第一弾「かわらないもの/黒髪少女」発売。
- 10月 第二弾「SONG / 恋をする自分が好きなだけだと思う」発売。Dr.のサイモン脱退。

2017年
- 2月 第三弾「2016 / 風 / 雨の日も風の日も」発売。
- 4月 ツアーファイナルを行い新ドラマーのキノシタ タクヤの加入、small indies tableの所属を発表。
- 6月 初の全国流通盤CD 1st singleをリリース。
- 12月 1stミニアルバム「If I stay」をリリース。

2018年
- 1月 レコ発ツアー「If I stay Tour 2018」を行い、3月のツアーファイナルでは地元群馬の高崎FLEEZで完売。
- 4月 「If I stay Tour 2018」追加公演を4箇所を行い幕を閉じる。
- 6月に自主企画"SLAM"を開催することを発表。
- 6月2日 自主企画"SLAM"を開催。6日放送の『JOYのASOBU-TV JOYnt!』（群馬テレビ）でJOYから直接番組主題歌を依頼され『夢から覚めても』を製作。その模様が放送された[1]。
- 8月 2ndミニアルバム「0.02」をリリース。10月のリリースツアー「0.02 Tour 2018 ~君との距離が0になるよ~」を発表。
- 12月 冬をモチーフとした楽曲が制作されている2nd single 「スノウドロップ」をリリース。
- 12月4日 TSUTAYA O-EASTにて「0.02 Tour 2018 ~君との距離が0になるよ~」ファイナル公演を行い、初ワンマンを完売。
- 12月17日 2nd single「スノウドロップ」リリース記念イベントとして自主企画"SLAM Vol.2"を開催。

2019年
- 3月 男限定ライブ"small sausage tour"を東名阪で開催することを発表。
- 4月 J-WAVEで深夜1:00〜2:00に放送されているラジオ番組「THE KINGS PLACE（キングス・プレイス）」にて月曜日のレギュラーを担当。「THE KINGS PLACE」はロックバンドのメンバーが各曜日担当で出演する帯番組。

- 5月 FOMARE自主企画"SLAM"がTOURで、仙台、名古屋、大阪、福岡、東京の5箇所を行脚する"SLAM TOUR 2019"を発表。
- 6月 2日夜、Dr.のキノシタ タクヤが脱退を発表。3日LIQUIDROOMでの"SLAM"TOUR FINALが脱退前最後のライブとなる。12日に1stフルアルバム「FORCE」をリリース。6月14日より全国47都道府県ツアー「FORCE TOUR 2019」を開催。サポートドラムを迎えてライブを行う。
- 11月22日のSTUDIO COAST、ツアーファイナルでサポートドラマーのオグラユウタ正式加入。

2020年
- 11月 ソニー・ミュージックアソシエイテッドレコーズ内の新レーベル・Threethumsより1stEP「Grey」をリリースしメジャー・デビュー。

2022年
- アマダシンスケ、Ko-hey（NAMBA69）、Shunichi Asanuma（COUNTRY YARD）による新バンドIFが結成。

2024年
- 1月6日、「If I stay」「0.02」「stay with me」「スノウドロップ」の4作がサブスクリプション解禁。

## 作品

### シングル
|     | 発売日        | タイトル       | 規格品番  | 順位 |
| --- | ------------- | -------------- | --------- | ---- |
| 1st | 2017年6月7日  | stay with me   | TSIT-1006 |      |
| 2nd | 2018年12月5日 | スノウドロップ | SIT-1017  | 38位 |

### 配信限定シングル
| 発売日         | タイトル                         | レーベル             | 収録アルバム |
| -------------- | -------------------------------- | -------------------- | ------------ |
| 2020年11月25日 | Hello Blue Days / KEYTALK×FOMARE | Virgin Music         | Grey         |
| 2020年12月23日 | Can't help myself (Re:Rec)       | small indies table   | 未収録       |
| 2021年3月3日   | 長い髪 (Strings ver.)            | Sony Music Labels    | 未収録       |
| 2021年3月17日  | HOME (Acoustic ver.)             | Sony Music Labels    | 未収録       |
| 2021年6月25日  | 愛する人                         | small indies table   | midori       |
| 2021年7月7日   | タバコ                           | Sony Music Labels    | midori       |
| 2021年7月16日  | 長い髪 - From THE FIRST TAKE     | THE FIRST TAKE MUSIC | 未収録       |
| 2021年7月30日  | タバコ - From THE FIRST TAKE     | THE FIRST TAKE MUSIC | 未収録       |
| 2021年12月9日  | 雪あかり                         | Sony Music Labels    | midori       |
| 2022年1月26日  | 夕暮れ                           | Sony Music Labels    | midori       |
| 2022年3月20日  | かぼちゃ列車                     | Sony Music Labels    | midori       |
| 2022年8月31日  | 恋につられて feat. 林萌々子      | Sony Music Labels    | midori       |
| 2022年9月28日  | 優しさでありますように           | Sony Music Labels    | midori       |
| 2023年5月31日  | Heroine                          | Sony Music Labels    | 未収録       |
| 2023年7月26日  | 花火散って、君がちょっと遠くなる | Sony Music Labels    | 未収録       |
| 2023年11月8日  | ルー・ティーン                   | Sony Music Labels    | 未収録       |
| 2023年12月13日 | 2016                             | Sony Music Labels    | 未収録       |

### アルバム
|          | 発売日         | タイトル     | 規格品番                                                               | 順位 |
| -------- | -------------- | ------------ | ---------------------------------------------------------------------- | ---- |
| 1st mini | 2017年12月6日  | If I stay    | SIT-1007                                                               | 35位 |
| 2nd mini | 2018年8月8日   | 0.02         | SIT-1012                                                               | 11位 |
| 1st      | 2019年6月12日  | FORCE        | SIT-1020                                                               | 14位 |
| 3rd mini | 2020年7月1日   | 目を閉じれば | SIT-1025                                                               | 15位 |
| 1st EP   | 2020年11月25日 | Grey         | AICL-3970/1,2/3,4/5,6/7:完全生産限定盤 AICL-3978:通常盤                | 56位 |
| 2nd      | 2022年10月19日 | midori       | AICL-4280/1:初回生産限定盤 AICL-4303/5:完全生産限定盤 AICL-4282:通常盤 | 41位 |
| 3rd      | 2024年1月24日  | be with you  | AICL-4497/8:初回生産限定盤 AICL-4499:通常盤                            | 39位 |

### 参加作品
| 発売日         | タイトル                             | 規格品番  | 収録曲       |
| -------------- | ------------------------------------ | --------- | ------------ |
| 2020年6月13日  | FAM                                  | SIT-1027  | 愛する人     |
| 2023年10月25日 | 800TRIBUTE -champloo is the BEST!!2- | HICC-5602 | face to face |

## タイアップ一覧
| 使用年 | 曲名            | タイアップ                                                     |
| ------ | --------------- | -------------------------------------------------------------- |
| 2017年 | Lani            | 群馬テレビ『JOYのASOBU-TV JOYnt!』12月度エンディングテーマ     |
| 2019年 | Frozen          | テレビ東京系『JAPAN COUNTDOWN』2019年6月度オープニングテーマ   |
| 2020年 | Grey            | TOKYO MXほかアニメ『ゴールデンカムイ』第三期オープニングテーマ |
| 2020年 | Hello Blue Days | Red Bull #歌詞に翼をさずける キャンペーンソング                |
| 2022年 | 愛する人        | ユニバーサル・スタジオ・ジャパン「ユニ春」CMソング             |

## ヘビーローテーション/パワープレイ

### テレビ
| 放送年 | 曲名         | ヘビーローテーション/パワープレイ         |
| ------ | ------------ | ----------------------------------------- |
| 2017年 | Lani         | 日本テレビ系『バズリズム02』POWER PLAY    |
| 2020年 | 目を閉じれば | スペースシャワーTV 2020年7月度POWER PUSH! |

## メディア出演

### テレビ出演
- JOYのASOBU-TV JOYnt!（2018年6月6日、群馬テレビ）ゲスト出演
- こどもディレクター（2025年1月29日、中京テレビ）VTR出演

### ラジオ
- THE KINGS PLACE（2018年4月〜、J-WAVE）月曜担当ナビゲーター

## 主なライブ

### 主催ライブ・ツアー・フェス
- 太字日程はイベント・他バンドツアーと兼ねての開催